# حصار كوشك
حصار كوشك (بالفارسية: حصارکوشک) هي قرية تقع في قسم تخت جلغة الريفي في إيران. يقدر عدد سكانها بـ 164 نسمة بحسب إحصاء 2016.